# Droperidol
Droperidol är en kemisk förening med formeln C22H22FN3O2. Ämnet är ett antipsykosmedel och används även mot illamående i samband med narkos. Det säljs i Sverige som injektionsvätska under varunamnet Dridol.

## Identifikatorer
- ATC-kod N01AX01
- PubChem 3168
- DrugBank APRD00939